# Georges Wolinski
Georges Wolinski (28. juni 1934 - 7. januar 2015) var en fransk tegneserietegner og -forfatter. Wolinski blev dræbt i attentatet mod Charlie Hebdo sammen med andet personale.

## Liv og karriere
Wolinski blev født i Tunis, Tunesien. Han var søn af Lola Bembaron og Siegfried Wolinski. Hans far var polsk jøde og hans mor var en italiensk-tunesisk jøde.
Efter at have afbrudt sit arkitektstudie i Paris begyndte Georges Wolinski at skabe tegneserier i 1960 hvor han bidrog med politiske og erotiske tegneserier samt tegneseriestriber til det satirske månedsblad Hara-Kiri.
Under Majrevolten 1968 i Paris, var Wolinski medstifter af det satriske magasin L'Enragé sammen med Siné. I de tidligere 1970'ere samarbejdede Wolinski med serieskaberen Georges Pichard om at skabe Paulette som blev udgivet i Charlie Mensuel og fremprovokerede reaktioner i Frankrig i den periode den blev udgivet. Wolinskis arbejde har været udgivet i dagbladet Libération, ugebladene Paris-Match, L'Écho des savanes samt Charlie Hebdo.
Wolinski døde sammen med sine kollegaer Cabu, Charb og Tignous i angrebet på Charlie Hebdos kontorer i Paris i 2015.

## Priser
- 2005: Angoulême Festival, Grand Prix de la ville d'Angoulême